# Кайлас
Кайла́с, Кангринбо́че, Гангди́се, Гандисыша́нь (тиб. གངས་རིན་པོ་ཆེ Канг Ринпоче, санскр. कैलास पर्वत Kailāsa Parvata, кит. упр. 冈仁波齐峰, пиньинь Gāng rén bō qí fēng) — гора в хребте Кайлас горной системы Гангдисе на юге Тибетского нагорья в Тибетском автономном районе (округ Нгари, уезд Буранг, возле деревни Дарчен) Китайской Народной Республики.
Это самая высокая гора в своём районе, её дополнительно выделяет среди других четырёхгранная пирамидальная форма со снежной шапкой и гранями, ориентированными почти точно по сторонам света. Высота Кайласа до сих пор остаётся спорным вопросом — так, широко распространено утверждение, что Кайлас имеет высоту 6666 м; учёные расходятся во мнениях от 6638 до 6890 м, что обусловлено способом измерения высот гор. К тому же, Гималаи считаются молодыми, так что высота их увеличивается в среднем с учётом обветривания породы на 0,5—0,6 см в год.
Кайлас находится в отдалённой труднодоступной местности Западного Тибета и является одним из главных водоразделов Южной Азии. В районе Кайласа текут четыре главные реки Тибета, Индии и Непала: Инд, Сатледж, Брахмапутра и Карнали. В индуистской мифологии считается, что эти четыре великие реки начинают свой путь с Кайласа. Исходя из рельефа местности и согласно данным спутниковых снимков и топографических карт, все водные потоки, текущие с ледников Кайласа, впадают в озеро Ланга-Цо. В северо-западной части этого озера начинается река Сатледж. Таким образом, только река Сатледж несёт воды, текущие с Кайласа. С южного склона горы берёт начало один из её истоков (русло временного водотока, заложившегося по вертикальной трещине в центральной части тела горы — внизу, у подошвы горы, русло смыкается с конусом выноса временного водотока). На южной стороне расположена вертикальная трещина, которая примерно по центру пересечена горизонтальной и напоминает свастику. Кайлас иногда так и называют «Горой Свастики».
Тибетцами именуется Тисс.

## Этимология
Гора известна под многими именами: у европейцев — Кайлас, у китайцев — Гандисышань (冈底斯山) либо Ганжэньбоци (冈仁波齐), в традиции бон — Юндрунг Гуцег, в древних текстах на тибетском языке её называют Канг Ринпоче (གངས་རིན་པོ་ཆེ; gangs rin po che) — «Драгоценная снежная [гора]»[Нет этимологии названия горы в соответствующем разделе].

## История восхождений
Вершина горы остаётся непокорённой.
В 1985 году знаменитый альпинист Райнхольд Месснер получил от китайских властей разрешение на восхождение, но отказался в последний момент.
В 2000 году испанская экспедиция за достаточно значительную сумму приобрела разрешение (пермит) на покорение Кайласа у китайских властей. Команда установила базовый лагерь у подножия, но ступить на гору им так и не удалось. Тысячи паломников преградили путь экспедиции. Далай-лама, ООН, ряд крупных международных организаций, миллионы верующих во всём мире выразили свой протест восхождению на Кайлас, и испанцам пришлось отступить.

## Религиозное значение
Некоторые древние религии Индии, Непала и Китая считают гору священной, наделённой божественными силами и поклоняются ей. К ней совершаются паломничества с целью совершения парикрамы (ритуального обхода). 
Верующие четырёх религий — индуисты, буддисты, джайны и приверженцы бон — считают эту необычную гору «сердцем мира», «осью земли».

### В индуизме
Гора является Олимпом индийской мифологии и изображается состоящей из чистого серебра. Индуисты считают, что на вершине Кайласа находится обитель Шивы. Его свита — Гана-деватас («толпы божеств») обычно являются или перечисляются целыми группами и находятся под начальством Ганеши; все они обитают на этой горе, именуемой также Гана-парвата («гора свиты»).
В «Вишну-пуране» помещается на запад от другой такой же горы Меру, космической горы в центре Вселенной, и изображается состоящей из чистого серебра; на ней помещается рай Шивы и местопребывание Куберы, бога богатств. В прежние эпохи все горы имели крылья, но так как их полет причинял разные беды, то Индра отрубил эти крылья своей громовой палицей и закрепил горы на их нынешних местах.
Кайлас часто упоминается в «Рамаяне». Предание об этой горе дало идею одного из необыкновенных храмов Эллоры, высеченного около 800 года из одной цельной скалы и носящего название Кайласа — Кайласанатха («храм Кайласа»).

### В буддизме
Буддисты считают гору местом обитания Будды в инкарнации Самвара. Тысячи паломников и туристов со всего мира собираются здесь ежегодно во время тибетского религиозного праздника Сага Дава, посвящённого Будде Шакьямуни.

### В джайнизме
Джайны почитают Кайлас как место, где их первый святой достиг освобождения.

### В тибетской традиции Бон
Для последователей тибетской традиции Бон гора Кайлас и лежащее у её подножия озеро Мапам-Юмцо являются сердцем древней страны Шангшунг (Zhang Zhung), где зародился Бон. Кайлас, который в Боне называется Юнгдрунг Гу Це (Yungdrung Gu Tse / Девятиэтажная Гора Свастики), — это душа всего Бона, средоточие жизненной силы и главного принципа «Девяти Путей Бона». Здесь основатель религии небожитель Тонпа Шенраб спустился с небес на землю. В отличие от индуистов, буддистов и джайнистов, которые обходят Кайлас по часовой стрелке (вместе с солнцем), бонцы совершают кору против часовой стрелки (навстречу солнцу).

## Кайлас в паранауке
В религиозных текстах буддизма и индуизма о Кайласе говорится следующее: «Никто из смертных не смеет взойти на гору, где обитают боги, тот, кто увидит лики богов, должен умереть». Священная гора под запретом посещений сразу в четырёх религиях — в буддизме, индуизме, джайнизме и бон. Местные легенды считают Кайлас мистической горой. Согласно некоторым верованиям, когда вершина Кайласа окутана облаками, видны вспышки света, на которых якобы можно видеть многорукое существо. Индуисты говорят, что это один из верховных богов — Шива. Буддисты предполагают, что именно на этой горе обитает Будда. Поклонники паранормальных явлений предполагают, что Кайлас — это гигантская древняя пирамида, которую когда-то создала высокоразвитая цивилизация. Именно здесь искал легендарную страну Шамбалу Николай Рерих.
На одном уровне с Кайласом почитаются озёра Манасаровар (пресное, «озеро жизни») и Ланга-Цо (солоноватое, «озеро смерти»).